# Jeunesse Athlétique Bougatfa
Jeunesse Athlétique de Bougatfa (arabisch شبيبة بوقطفة الرياضية, DMG Šabība Būqaṭfa ar-Riyāḍiyya) ist ein Basketballverein aus dem Stadtteil El Ouardia in der tunesischen Hauptstadt Tunis. Die Vereinsfarben sind Grün und Weiß.
Der Klub spielt heute im unterklassigen System des nationalen Basketballs.

## Erfolge

### Herren
- Tunesischer Basketball-Pokal (1)
  - 1974

### Damen
- Tunesischer Meister (1)
  - 1985
- Tunesischer Pokal (2)
  - 1986, 1987